# Raparna conicephala
Raparna conicephala là một loài bướm đêm trong họ Noctuidae.